# 史密斯广场圣约翰堂
史密斯广场圣约翰堂（St John's Smith Square）是英国伦敦西敏市的一座原教堂，位于史密斯广场中心。该建筑在二战中遭空袭成为一片废墟，出售给一个慈善信托基金会，修复后改为音乐厅。
这座一级保护建筑由托马斯·阿彻（Thomas Archer）设计，于1728年建成，被视为英国巴洛克建筑的最佳作品之一。它因拥有四个角塔而被称为“安妮女王的脚凳”。